# Benthonella gaza
Benthonella gaza är en snäckart som beskrevs av Dall 1889. Benthonella gaza ingår i släktet Benthonella och familjen Rissoidae. Inga underarter finns listade i Catalogue of Life.